# Амоль (шагрестан)
Амоль (перс. آمل) — шагрестан в Ірані, в остані Мазендеран. За даними перепису 2006 року, його населення становило 343747 осіб, які проживали у складі 93194 сімей.

## Бахші
До складу шагрестану входять такі бахші:
- Дабудашт
- Ларіджан
- Центральний